# Corte dei miracoli

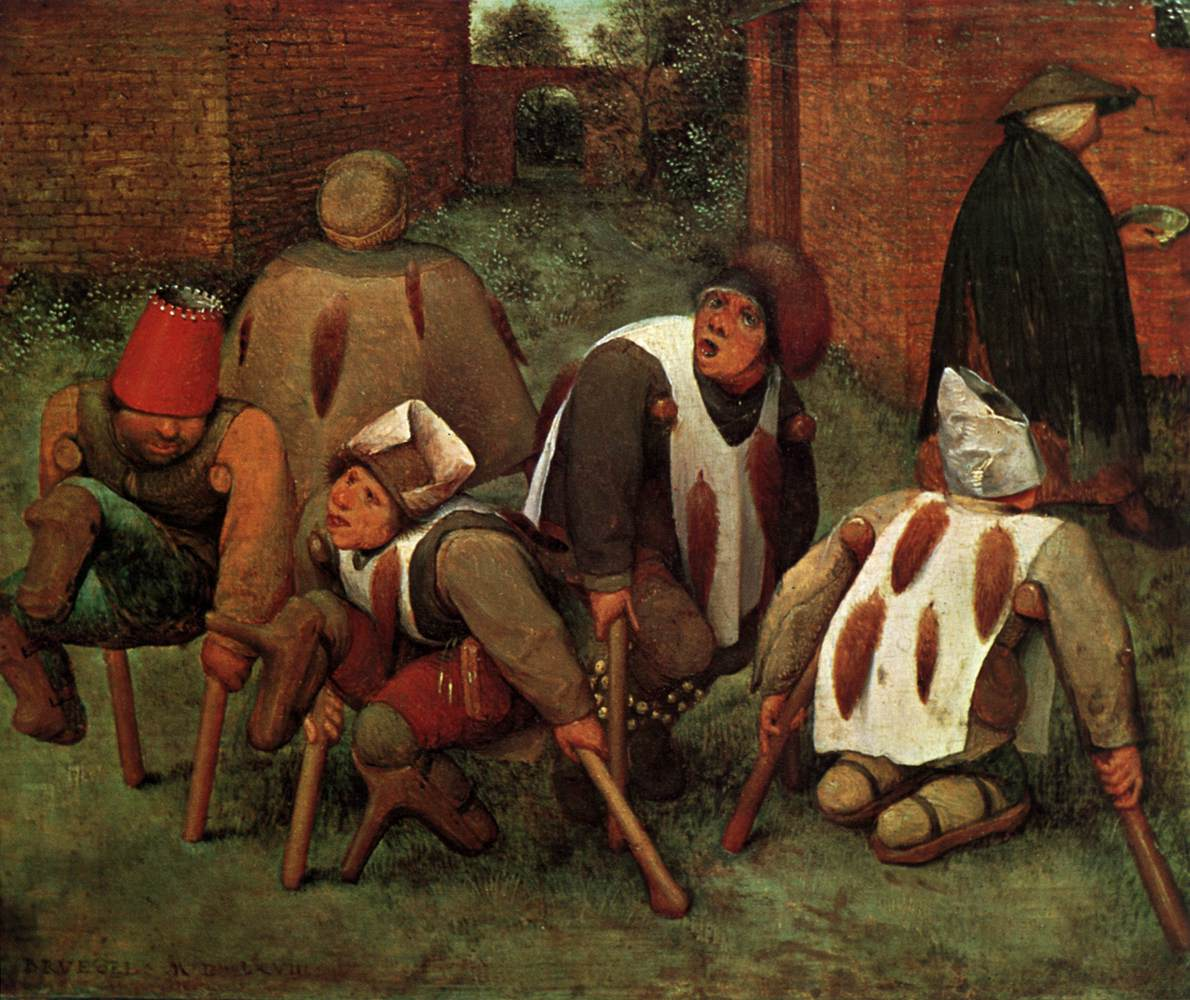
Pieter Bruegel il Vecchio, Gli storpi (1568). Sul retro della tavola due iscrizioni: «Nemmeno la natura possiede ciò che manca alla nostra arte, tanto grande è il privilegio concesso al pittore, qui la natura, tradotta in immagini dipinte, e vista nei suoi storpi, stupisce rendendosi conto che il Bruegel le è pari.» e un'altra che recita «O storpi che i vostri affari possano prosperare».
Nella Fiandra passata al calvinismo il 5 aprile 1566 il "compromesso dei nobili" chiede a Filippo II l'abolizione dell'editto che condanna a morte 60000 uomini e in un banchetto i nobili convitati travestiti da mendicanti inneggiano all'insurrezione nazionale chiamando tutti alla lotta comune al grido di «Viva i pitocchi».
Bruegel si schiera con i rivoltosi rappresentando in una corte dei miracoli un principe, un vescovo, un soldato, un contadino e un borghese che indossano una casacca con code di volpi: il segno distintivo dei mendicanti poi divenuto simbolo della resistenza nazionale.

Con l'espressione corte dei miracoli ci si riferiva a un'area di una città dove si riunivano in gruppi organizzati mendicanti ed emarginati sociali. Nell'immaginario letterario romantico il fenomeno è temporalmente collocato nel Medioevo, ma è storicamente identificabile intorno al XVII secolo.

## I "miracoli"
A Parigi i luoghi chiamati "la cour des miracles" (il "cortile" dei miracoli) erano in diversi quartieri della città dove soggiornavano ladri e pezzenti che avevano preso l'abitudine di eleggere un loro "re" di cui essi costituivano quel popolo dove avvenivano "miracoli", poiché le finte infermità dei mendicanti, ostentate per impietosire i passanti, vi guarivano di notte come per miracolo. Secondo una leggenda relativa alla corte di Rouen, il vero miracolo era che in essa, con un completo rovesciamento dei valori sociali, "il più miserabile era considerato il più ricco". Secondo un'altra interpretazione i mendicanti e gli emarginati, che durante il giorno stazionavano nei quartieri, al sopravvenire della notte "sparivano" come per miracolo rintanandosi nei loro rifugi.
Una memoria del 1617 su «i poveri che si dicono infermi» menziona una piazza parigina «popolarmente chiamata la "corte dei miracoli"» situata dietro il convento delle Figlie di Dio «tra le porte Saint-Denis e Montmartre, dove si vedono i miserabili danzare, giocare e ridere e darsi a buon tempo: questa piazza così chiamata per i suddetti pezzenti non espone alla vista né zoppi né ulcerati se non al di fuori di essa».

## Le corti francesi
In Francia le corti dei miracoli erano numerose specialmente durante i regni di Luigi XIII (1601-1643) e di Luigi XIV (1638-1715).
Paul Bru nella sua Histoire de Bicêtre (1890) le descrive così:
La più celebre delle corti dei miracoli parigini era quella denominata  La Grande Cour des miracles, Fief d’Alby, tra la "rue du Caire" e la "rue Réaumur", nell'attuale II arrondissement di Parigi. A questa infatti si riferisce Victor Hugo nel suo romanzo Notre-Dame de Paris che nella sua visione romantica-medioevale la colloca erroneamente nel XV secolo sotto il regno di Luigi XI, sebbene «per raffigurarci la corte dei miracoli quale realmente è stata bisogna prima di tutto allontanarsi dalla visione deformante del romanticismo e respingere le raffigurazioni offerteci dal cinema del romanzo Notre-Dame de Paris. Bisogna scacciare dal pensiero la parola "Medioevo".».

## La gerarchia della corte

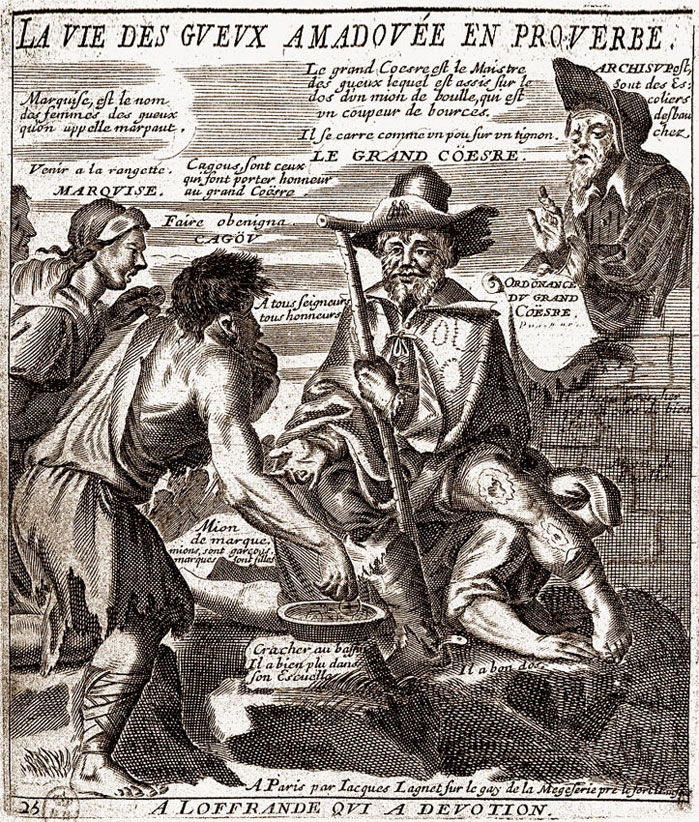
Il « grand Coësre ». Stampa da Recueil des plus illustres proverbes divisés en trois livres: le premier contient les proverbes moraux, le second les proverbes joyeux et plaisans, le troisiesme représente la vie des gueux en proverbes (Raccolta dei più famosi proverbi divisi in tre libri: il primo contiene i proverbi morali, il secondo i proverbi scherzosi, il terzo rappresenta la vita dei pezzenti nei proverbi), Jacques Lagniet, Paris, 1663.

Hugo attinse le sue fonti nella descrizione di Henri Sauval che l'aveva a sua volta in parte ripresa dal Jargon o Linguaggio dell'Argot riformato, un libretto popolare burlesco scritto verso il 1630 da Ollivier Chereau, di Tours. Secondo le buffonesche descrizioni di questo autore i mendicanti membri dell'Argot (una corporazione di pezzenti), gerarchizzati e perfettamente organizzati, avevano leggi, un loro linguaggio e eleggevano un loro re chiamato "Coësre" o "re di Tunisi".
Questo sovrano dei pezzenti comandava su tutti i mendicanti di Francia, che in ogni provincia obbedivano ai "cagous" cioè ai luogotenenti del re; erano loro che istruivano i mendicanti principianti nel mestiere. Al di sotto di questi nella gerarchia venivano gli "archissupots" che rappresentavano i saggi del regno. Erano per lo più anziani studenti che insegnavano l'argot ai mendicanti esordienti e godevano del privilegio di non pagare alcuna tassa al Coësre.
La corte era costituita da tre piazze collegate da vicoli così stretti che i soldati del "guet" (corpo di polizia) reale non osavano entrarvi.
Nel 1630, sotto Luigi XIII, quando si volle costruire una strada che attraversasse la grande corte dei miracoli i muratori furono assassinati prima ancora di poter iniziare l'opera.

## Le prove per diventare "maestri"

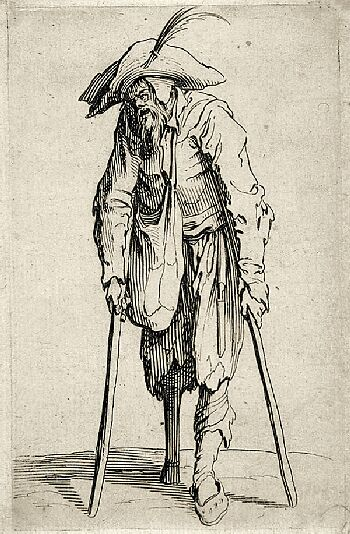
Rappresentazione realistica di un mendicante (1622)

Non tutti potevano diventare tagliaborse: per essere ammessi a questa professione bisognava superare delle prove in presenza dei "Maestri".
Così nel racconto di Sauval:
I giorni seguenti lo si picchia come se avesse fallita la prova al fine di temprarlo alle botte e si continua a percuoterlo sino a quando sia diventato insensibile.
Per mettere in atto la seconda prova i suoi compagni lo conducono in qualche luogo spazioso e aperto al pubblico, come per esempio il cimitero dei Sants-Innocents. Non appena questi vedono una donna inginocchiata ai piedi della Madonna, con la sua borsa che le pende al fianco, o un'altra persona con una borsa facile da tagliare o qualcosa di simile facile da rubare, comandano [all'esordiente tagliaborse] di fare questo furto in loro presenza e davanti agli occhi di tutti.
Non appena quello si appresta a compiere il furto, i suoi compagni gridano ai passanti indicandolo: «C'è un tagliatore di borse che sta derubando una persona». A questo avviso ognuno si ferma e lo guarda senza fare niente. Non appena quello ha commesso il furto i passanti e i delatori lo prendono, l'ingiuriano, lo picchiano senza che quello osi denunciare i suoi complici e facendo finta di non conoscerli.
Nel frattempo una moltitudine di persone si raggruppa per vedere o per sapere cosa stia succedendo. Quel disgraziato e i suoi complici spingono le persone, le urtano e tagliano le loro borse, sondano le loro tasche e, facendo chiasso più di tutti i passanti insieme, sottraggano abilmente dalle loro mani il nuovo maestro e se ne fuggono con lui e con le cose rubate.»
(Henri Sauval (1620-1669), La Cour des miracles)

## La fine delle corti dei miracoli

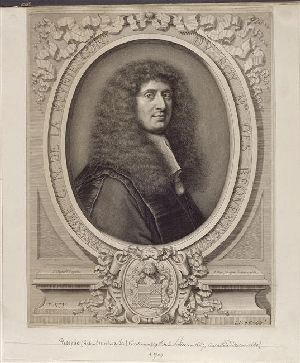
Gabriel-Nicolas de la Reynie (1625-1709)

La società organizzata dei ladri e dei mendicanti rappresentava per il potere reale un danno crescente, creando turbamento nella vita della città di Parigi che oltretutto era la sede del sovrano.
Sauval nella sua opera Histoire et recherche des Antiquités de la ville de Paris (1660) riferisce a proposito della corte di Fief d'Alby: «Mi è stato assicurato che in questa corte abitano più di cinquecento famiglie», quindi una moltitudine notevole formata dai 3000 alle 5000 persone adulte.
A partire dal 1660, dopo alcuni crimini particolarmente orrendi, vennero inutilmente fatti dei tentativi per ridurre le corti dei miracoli. Il 15 marzo 1667 con l'editto di Saint-Germain-en-Laye, Luigi XIV creò la carica di Luogotenente generale di polizia di Parigi affidandola a Gabriel Nicolas de la Reynie.
Nella primavera del 1668, dopo aver unificato e riorganizzato le forze di polizia della città, il luogotenente mandò nella corte di Fief d'Alby tre commissari che furono tutti e tre cacciati via. La Reynie fece allora aprire sei brecce nel muro di cinta "Charles V" e vi dispose le sue scarse forze in modo da far credere che esse fossero le prime file di un esercito più numeroso.
Il luogotenente si recò poi da solo nella piazza della corte per annunciare con un portavoce che il re ordinava l'evacuazione del luogo e che «gli ultimi dodici saranno impiccati o mandati nelle galere». Da qui ne venne una fuga generale dei malviventi.
In seguito ci si adoperò a ridurre gli altri centri della delinquenza: case abbattute e invio alle galere di 60000 malviventi marchiati a fuoco Parallelamente si adottò una politica di ospedalizzazione forzata ma ladri e mendicanti ripresero a poco a poco possesso dei loro luoghi.
A partire dal 1750 al posto del sistema repressivo prese piede una politica igienista e medica che prevedeva la cura e l'assistenza dei mendicanti.
Il 21 agosto 1784, un editto reale ordinò la distruzione totale di tutte le catapecchie di Fief d'Alby per costruirvi un mercato del pesce, ma il posto aveva una così cattiva reputazione che i pescivendoli rifiutarono di stabilirvisi e allora il luogo fu occupato dai fabbri (da qui il nome di "Rue de la Forge").
Si legge talvolta che il nome del boulevard e del quartiere di "Buona novella" stia a ricordare come i parigini si rallegrassero di questa "buona novella" della cacciata della corte dei miracoli ma in realtà il nome deriva dalla chiesa di Notre-Dame de Bonne Nouvelle (l'Annunciazione) consacrata nel 1551.
Le strade "rue de la Grande-Truanderie" (via della Grande Malavita) e "de la Petite (Piccola)-Truanderie" - fra il boulevard di Sebastopoli e il Forum Les Halles - perpetuano il ricordo delle corti dei miracoli.

## Cultura contemporanea
Oggi, in lingua italiana si usa definire come "corte dei miracoli"  ambienti o gruppi di persone con deformità fisiche, o in misere condizioni, o comunque sospette o disoneste .
"Corte dei miracoli" (in greco: Η αυλή των θαυμάτων) è una delle più importanti opere teatrali greche contemporanee scritta da Iakovos Kambanellis e rappresentata per la prima volta ad Atene nel 1957–1958. L'opera racconta le storie di vita e le relazioni di un gruppo di vicini del quartiere operaio di Vironas ad Atene che stanno affrontando lo spostamento dalle loro umili unità abitative circondate da un cortile a causa di un nuovo progetto edilizio avviato dal proprietario.